# 文部省

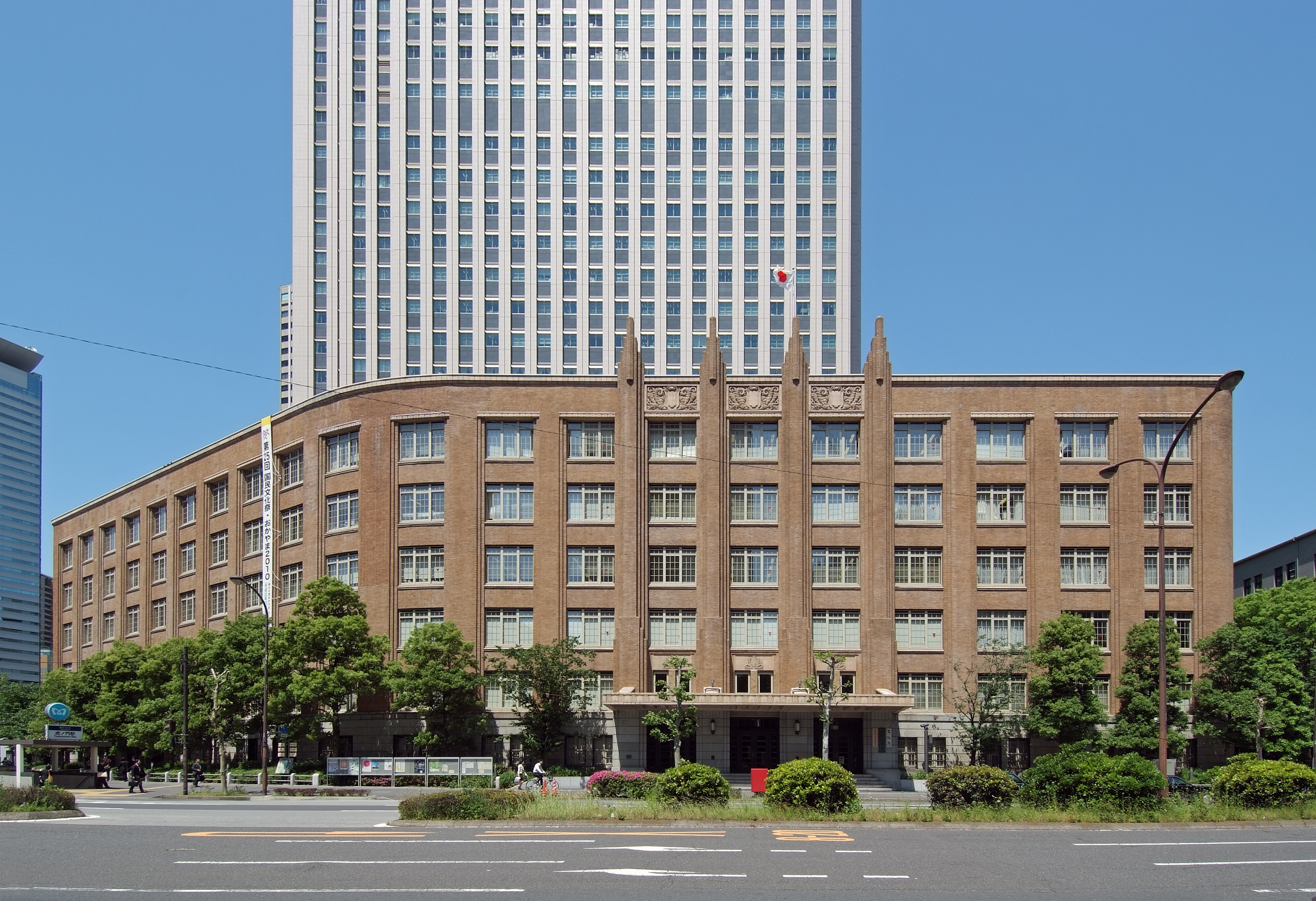
旧文部省庁舎（霞が関コモンゲートの中央合同庁舎第7号館の手前側、文化庁が使用、2010年）

文部省（もんぶしょう、英: Ministry of Education, Science, Sports and Culture）は、かつて存在した日本の行政機関のひとつ。教育政策、学術政策、スポーツ政策、文化政策などを所管していた。
2001年（平成13年）の中央省庁再編において、文部省は総理府外局であった科学技術庁と統合され、文部科学省となった。なお、日本以外の外国で文教行政を所管する行政官庁の多くは「教育省」と邦訳されることが多く、「文部省」が使われることはない。

## 概要
文部省は、1871年9月2日（明治4年7月18日）、「大学ヲ廃シ文部省ヲ置ク」（明治4年7月18日太政官布告）により設置された省である。
1932年には財団法人日本学術振興会を創設した。設立時の総裁は秩父宮雍仁親王、会長は海軍軍人の斎藤実、理事長は帝国学士院院長で枢密顧問官の櫻井錠二、他に大学総長や研究所所長等が理事であった。。以後も皇族の閑院宮春仁王等が総裁を歴任してきた。
戦前まで、旧内務省が寺社と共に各道府県学務部を統轄していたが、1952年（昭和27年）に、義務教育費国庫負担法成立に伴い、教員給与の3分の1を国が負担することで、次いで1956年（昭和31年）に、地方教育行政の組織及び運営に関する法律成立に伴い、教育委員会委員の任命権を国が動かすことができるようになったため、小・中・高等学校の監督権を獲得し掌るようになった。 
学校教育、社会教育など教育分野全般の他、学術、スポーツ、文化、児童の健康に関する事項などを所管してきた。
2001年（平成13年）の中央省庁再編において文部科学省が新しく設置されたため、文部省は廃止された。
地方単位または管区単位の出先機関をもたないが、国立大学など国立学校を所管しており、人事交流は文部科学省となった現在でも盛んである。

## 沿革
- 「文部省」の名称が日本史上最初に出現したのは758年（天平宝字2年）のことである。ただし、これは式部省を一時的に改称した際に命名された名称である。読みは「ぶんぶしょう」であり、業務内容も一部の学校を所掌した以外は教育・学術などとは無関係であったため、文部科学省の前身たる文部省とも当然無関係である。764年（天平宝字8年）を最後に元の「式部省」に再改称された。
- 1871年9月2日（明治4年7月18日）、明治政府により教育・学術などを担当する行政官庁として東京神田の湯島聖堂内（昌平坂学問所・昌平学校跡）に設置された。大木喬任が初代文部卿を命ぜられ、近代的な教育制度・学制・師範学校の導入にあたった。このことから、昌平学校廃止後の湯島聖堂構内界隈には、文部省、東京師範学校（現在の筑波大学）、東京女子師範学校（現在のお茶の水女子大学）[注釈 1]、国立博物館（現在の東京国立博物館および国立科学博物館）などが置かれていた。
- 1872年（明治5年）に大手町へ移転。
- 1877年（明治10年）からは竹平町（現・千代田区一ツ橋）に庁舎を構えた。
- 1923年（大正12年）年に発生した「関東大震災」により焼失し、1933年（昭和8年）に、三年町（現・霞が関三丁目）に新しく建てられた庁舎へ移転。
- 1885年（明治18年）12月22日の内閣制度発足に伴って、森有礼が初代文部大臣を命ぜられた。
- 2001年（平成13年）1月6日の中央省庁再編に伴って、科学技術庁と統合されて文部科学省となった。

## 組織
国家行政組織法（昭和23年法律第120号）、文部省設置法（昭和24年法律第146号）、文部省組織令（昭和27年政令第387号）の規定に基づいて記述。名称は全て当時のもの。
- 文部大臣
- 文部政務次官
- 文部事務次官
- 文部大臣秘書官

### 本省

#### 内部部局
- 大臣官房
  - 人事課、総務課、会計課、政策課、調査統計企画課、福利課
  - 文教施設部
    - 技術参事官
    - 指導課、計画課、技術課

  - 総務審議官
  - 審議官（6人）
- 生涯学習局
  - 生涯学習振興課、社会教育課、学習情報課、青少年教育課、男女共同参画学習課
- 初等中等教育局
  - 幼稚園課、小学校課、中学校課、高等学校課、職業教育課、特殊教育課、教科書課、初等中等教育企画課
- 教育助成局
  - 財務課、地方課、教職員課、海外子女教育課、施設助成課
- 高等教育局
  - 科学官（3人）
  - 企画課、大学課、専門教育課、医学教育課、学生課
  - 私学部
    - 私学行政課、学校法人調査課、私学助成課
- 学術国際局
  - 科学官（12人）
  - 学術課、研究機関課、研究助成課、学術情報課、国際企画課、国際学術課、留学生課
- 体育局
  - 体育課、生涯スポーツ課、競技スポーツ課、学校健康教育課

#### 審議会等
- 中央教育審議会
- 理科教育及び産業教育審議会
- 教育課程審議会
- 教科用図書検定調査審議会
- 教育職員養成審議会
- 学術審議会
- 測地学審議会
- 保健体育審議会

#### 施設等機関
- 国立学校
- 国立教育研究所
- 国立特別支援教育総合研究所（元・国立特殊教育総合研究所）
- 国立科学博物館
- 国立オリンピック記念青少年総合センター
- 国立青年の家
- 国立少年自然の家
- 国立婦人教育会館

#### 特別の機関
- 日本ユネスコ国内委員会
- 日本学士院

### 文化庁
- 文化庁長官
- 次長

#### 内部部局
- 長官官房
  - 審議官
  - 総務課、著作権課、国際著作権課
- 文化部
  - 芸術文化課、地域文化振興課、国語課、宗務課
- 文化財保護部
  - 文化財鑑査官
  - 伝統文化課、記念物課、美術学芸課、建造物課

#### 審議会等
- 著作権審議会
- 国語審議会

#### 施設等機関
- 国立博物館
- 国立近代美術館
- 国立西洋美術館
- 国立国際美術館
- 国立文化財研究所

#### 特別の機関
- 日本芸術院

## 歴代の文部卿・文部大臣
文部卿は7代、文部大臣は130代（文部科学省のサイトによれば125代）まで続き、文部科学大臣に引き継がれている。

## 歴代の文部政務次官
| 文部政務次官（昭和20年（鈴木貫太郎内閣）以降） | 文部政務次官（昭和20年（鈴木貫太郎内閣）以降） | 文部政務次官（昭和20年（鈴木貫太郎内閣）以降） |
| 代数                                           | 氏名                                           | 期間                                           |
| ---------------------------------------------- | ---------------------------------------------- | ---------------------------------------------- |
| 15                                             | 橋本實斐                                       | 昭和20年 5月15日〜昭和20年 8月22日             |
| 16                                             | 三島通陽                                       | 昭和20年11月 6日〜昭和21年 1月26日             |
| 17                                             | 長野長廣                                       | 昭和21年 6月 4日〜昭和22年 3月 4日             |
| 18                                             | 青木孝義                                       | 昭和22年 3月 4日〜昭和22年 5月24日             |
| 19                                             | 永江一夫                                       | 昭和22年 6月17日〜昭和23年 3月10日             |
| 20                                             | 細野三千雄                                     | 昭和23年 4月15日〜昭和23年10月15日             |
| 20                                             | 岩木哲夫                                       | 昭和23年 4月15日〜昭和23年10月15日             |
| 22                                             | 栗山長次郎                                     | 昭和23年10月16日〜昭和24年 2月16日             |
| 22                                             | 小野光洋                                       | 昭和23年10月16日〜昭和24年 2月16日             |
| 24                                             | 柏原義則                                       | 昭和24年 2月19日〜昭和24年 5月31日             |
| 25                                             | 左藤義詮                                       | 昭和24年 2月23日〜昭和24年 5月31日             |
| 26                                             | 平島良一                                       | 昭和24年 6月 9日〜昭和25年 7月12日             |
| 27                                             | 水谷昇                                         | 昭和25年 7月12日〜昭和26年12月12日             |
| 28                                             | 今村忠助                                       | 昭和26年12月12日〜昭和27年10月30日             |
| 29                                             | 広瀬与兵衛                                     | 昭和27年11月10日〜昭和28年 5月25日             |
| 30                                             | 福井勇                                         | 昭和28年 5月25日〜昭和29年 8月 4日             |
| 31                                             | 赤城宗徳                                       | 昭和29年 8月 4日〜昭和29年11月24日             |
| 32                                             | 天野公義                                       | 昭和29年11月26日〜昭和29年12月10日             |
| 33                                             | 小高熹郎                                       | 昭和29年12月14日〜昭和30年 3月19日             |
| 34                                             | 寺本広作                                       | 昭和30年 3月22日〜昭和30年11月22日             |
| 35                                             | 竹尾弌                                         | 昭和30年11月25日〜昭和31年12月23日             |
| 36                                             | 稻葉修                                         | 昭和32年 1月30日〜昭和32年 7月16日             |
| 37                                             | 臼井荘一                                       | 昭和32年 7月16日〜昭和33年 6月12日             |
| 38                                             | 高見三郎                                       | 昭和33年 6月17日〜昭和34年 6月30日             |
| 39                                             | 宮澤喜一                                       | 昭和34年 6月30日〜昭和35年 7月19日             |
| 40                                             | 大坪保雄                                       | 昭和35年 7月22日〜昭和35年12月 8日             |
| 41                                             | 纐纈彌三                                       | 昭和35年12月 9日〜昭和36年 7月25日             |
| 42                                             | 長谷川峻                                       | 昭和36年 7月25日〜昭和37年 7月27日             |
| 43                                             | 田中啓一                                       | 昭和37年 7月27日〜昭和38年 7月30日             |
| 44                                             | 八木徹雄                                       | 昭和38年 7月30日〜昭和39年 7月24日             |
| 45                                             | 押谷富三                                       | 昭和39年 7月24日〜昭和39年11月 9日             |
| 45                                             | 押谷富三                                       | 昭和39年11月13日〜昭和40年 6月 8日             |
| 46                                             | 中野文門                                       | 昭和40年 6月 8日〜昭和41年 8月 2日             |
| 47                                             | 谷川和穂                                       | 昭和41年 8月 2日〜昭和42年11月28日             |
| 48                                             | 久保田円次                                     | 昭和42年11月28日〜昭和43年12月 3日             |
| 49                                             | 久保田藤麿                                     | 昭和43年12月 3日〜昭和45年 1月14日             |
| 50                                             | 西岡武夫                                       | 昭和45年 1月20日〜昭和46年 7月 9日             |
| 51                                             | 渡辺栄一                                       | 昭和46年 7月 9日〜昭和47年 7月 7日             |
| 52                                             | 内海英男                                       | 昭和47年 7月12日〜昭和47年12月22日             |
| 53                                             | 河野洋平                                       | 昭和47年12月26日〜昭和48年11月27日             |
| 54                                             | 藤波孝生                                       | 昭和48年11月27日〜昭和49年11月15日             |
| 55                                             | 山崎平八郎                                     | 昭和49年11月15日〜昭和49年12月 9日             |
| 55                                             | 山崎平八郎                                     | 昭和49年12月12日〜昭和50年12月26日             |
| 56                                             | 笠岡喬                                         | 昭和50年12月26日〜昭和51年 9月20日             |
| 57                                             | 渡部恒三                                       | 昭和51年 9月20日〜昭和51年12月24日             |
| 58                                             | 唐沢俊二郎                                     | 昭和51年12月27日〜昭和52年11月30日             |
| 59                                             | 近藤鉄雄                                       | 昭和52年11月30日〜昭和53年12月 7日             |
| 60                                             | 高村坂彦                                       | 昭和53年12月12日〜昭和54年11月 9日             |
| 61                                             | 三塚博                                         | 昭和54年11月13日〜昭和55年 7月17日             |
| 62                                             | 石橋一弥                                       | 昭和55年 7月18日〜昭和56年12月 2日             |
| 63                                             | 玉生孝久                                       | 昭和56年12月 2日〜昭和57年11月27日             |
| 64                                             | 大塚雄司                                       | 昭和57年11月30日〜昭和58年12月27日             |
| 65                                             | 中村靖                                         | 昭和58年12月28日〜昭和59年11月 2日             |
| 66                                             | 鳩山邦夫                                       | 昭和59年11月 2日〜昭和60年12月28日             |
| 67                                             | 工藤巖                                         | 昭和60年12月28日〜昭和61年 7月22日             |
| 68                                             | 岸田文武                                       | 昭和61年 7月23日〜昭和62年11月 6日             |
| 69                                             | 船田元                                         | 昭和62年11月10日〜昭和63年12月28日             |
| 70                                             | 麻生太郎                                       | 昭和63年12月28日〜平成元年 6月 3日             |
| 71                                             | 町村信孝                                       | 平成元年 6月 3日〜平成 2年 2月28日             |
| 72                                             | 北川正恭                                       | 平成 2年 2月28日〜平成 2年12月29日             |
| 73                                             | 中山成彬                                       | 平成 2年12月29日〜平成 3年11月 5日             |
| 74                                             | 松田岩夫                                       | 平成 3年11月 6日〜平成 4年12月26日             |
| 75                                             | 鈴木恒夫                                       | 平成 4年12月26日〜平成 5年 8月 9日             |
| 76                                             | 安倍基雄                                       | 平成 5年 8月12日〜平成 6年 4月28日             |
| 77                                             | 勝木健司                                       | 平成 6年 5月10日〜平成 6年 6月30日             |
| 78                                             | 岡崎トミ子                                     | 平成 6年 7月 1日〜平成 7年 8月10日             |
| 79                                             | 佐藤泰介                                       | 平成 7年 8月10日〜平成 8年 1月11日             |
| 80                                             | 日下部禧代子                                   | 平成 8年 1月12日〜平成 8年11月 7日             |
| 81                                             | 佐田玄一郎                                     | 平成 8年11月 8日〜平成 9年 9月12日             |
| 82                                             | 森田健作                                       | 平成 9年 9月12日〜平成10年 3月11日             |
| 83                                             | 狩野安                                         | 平成10年 3月11日〜平成10年 7月30日             |
| 84                                             | 森田健作                                       | 平成10年 7月31日〜平成11年10月 5日             |
| 85                                             | 河村建夫（総括）                               | 平成11年10月 5日〜平成12年 7月 4日             |
| 85                                             | 小此木八郎                                     | 平成11年10月 5日〜平成12年 7月 4日             |
| 87                                             | 鈴木恒夫（総括）                               | 平成12年 7月 4日〜平成12年12月 5日             |
| 87                                             | 松村龍二                                       | 平成12年 7月 4日〜平成12年12月 5日             |
| 89                                             | 河村建夫（総括）                               | 平成12年12月 6日〜平成13年 1月 5日             |
| （総括）は文部総括政務次官                     |                                                |                                                |

## 文部省の著作
- あたらしい憲法のはなし（1947年（昭和22年））
- 教育白書(毎年)
- 学習指導要領（幼稚園、小学校、中学校、高等学校、特別支援学校（盲学校・聾学校・養護学校））(およそ10年毎)